# Genoa 1893 1976-1977
Questa voce raccoglie le informazioni riguardanti il Genoa 1893 nelle competizioni ufficiali della stagione 1976-1977.

## Stagione

Roberto Pruzzo, primatista stagionale di presenze e reti in maglia rossoblù, in azione tra gli juventini Marchetti e Morini nella trasferta di campionato del 10 ottobre 1976.

Dopo una tribolata partenza, 2 punti nelle prime sei giornate di campionato e l'ultimo posto in classifica, prima vittoria alla decima giornata (3-1) alla Lazio, prima di quattro vittorie di fila, il Genoa di Luigi Simoni in questo modo si riprende e disputa una stagione senza troppi patemi d'animo, chiudendo il torneo con 27 punti in undicesima posizione. Da segnalare le 23 reti realizzate da Roberto Pruzzo di cui 18 in campionato e 5 in Coppa Italia, il ventunenne ligure è sempre più concreto e decisivo in attacco, ed il sostanzioso contributo di Giuseppe Damiani con 11 centri.
Il campionato, come la stagione scorsa, ha rivissuto la lotta esaltante tra le due torinesi, con 51 punti la Juventus si è presa il diciassettesimo titolo, il Torino incollato ad una sola lunghezza, le altre molto lontane. Sono retrocesse in Serie B la Sampdoria con 24 punti, il Catanzaro con 21 punti ed il Cesena con 14 punti.
In Coppa Italia il Grifone disputa un ottimo secondo girone di qualificazione, prima del campionato, arrivando al primo posto della classifica con 6 punti alla pari della Juventus, ma lasciando il passaggio al girone finale ai torinesi per differenza reti, Genoa +4, Juventus +6. Decisivo lo scontro diretto a Marassi del 19 settembre finito (0-0).

## Divise
La maglia per le partite casalinghe presentava i tradizionali colori rossoblù.

## Organigramma societario
Area direttiva
- Presidente: Renzo Fossati

Area tecnica
- Allenatore: Luigi Simoni

## Rosa
| N. |                   | Ruolo | Calciatore         |
| -- | ----------------- | ----- | ------------------ |
|    | Italia (bandiera) | C     | Ignazio Arcoleo    |
|    | Italia (bandiera) | A     | Gregorio Basilico  |
|    | Italia (bandiera) | D     | Franco Campidonico |
|    | Italia (bandiera) | D     | Fabio Casadei      |
|    | Italia (bandiera) | C     | Angelo Castronaro  |
|    | Italia (bandiera) | C     | Loris Ceccato      |
|    | Italia (bandiera) | C     | Silvino Chiappara  |
|    | Italia (bandiera) | C     | Sidio Corradi      |
|    | Italia (bandiera) | A     | Giuseppe Damiani   |
|    | Italia (bandiera) | C     | Pierino Ghetti     |
|    | Italia (bandiera) | P     | Sergio Girardi     |
|    | Italia (bandiera) | P     | Antonio Lonardi    |

| N. |                   | Ruolo | Calciatore       |
| -- | ----------------- | ----- | ---------------- |
|    | Italia (bandiera) | D     | Antonio Maggioni |
|    | Italia (bandiera) | D     | Antonio Matteoni |
|    | Italia (bandiera) | C     | Angelo Molinari  |
|    | Italia (bandiera) | D     | Franco Ogliari   |
|    | Italia (bandiera) | D     | Claudio Onofri   |
|    | Italia (bandiera) | A     | Roberto Pruzzo   |
|    | Italia (bandiera) | C     | Francesco Rizzo  |
|    | Italia (bandiera) | D     | Roberto Rosato   |
|    | Italia (bandiera) | D     | Sergio Rossetti  |
|    | Italia (bandiera) | D     | Felice Secondini |
|    | Italia (bandiera) | P     | Claudio Tarocco  |
|    | Italia (bandiera) | A     | Giovanni Urban   |

## Calciomercato
| Acquisti | Acquisti          | Acquisti       | Acquisti   |
| R.       | Nome              | da             | Modalità   |
| -------- | ----------------- | -------------- | ---------- |
| C        | Gregorio Basilico | Sambenedettese | definitivo |
| A        | Giuseppe Damiani  | Juventus       | definitivo |
| A        | Pierino Ghetti    | Ascoli         | definitivo |
| D        | Antonio Maggioni  | Avellino       | definitivo |
| D        | Antonio Matteoni  | Modena         | prestito   |
| D        | Claudio Onofri    | Avellino       | definitivo |
| D        | Felice Secondini  | Piacenza       | definitivo |
| P        | Claudio Tarocco   | Mantova        | prestito   |
| A        | Giovanni Urban    | Cesena         | prestito   |

| Cessioni | Cessioni            | Cessioni       | Cessioni   |
| R.       | Nome                | a              | Modalità   |
| -------- | ------------------- | -------------- | ---------- |
| P        | Carlo D'Agostino    | Termoli        | prestito   |
| A        | Fabio Bonci         | Cesena         | definitivo |
| C        | Otello Catania      | Sambenedettese | definitivo |
| D        | Francesco Ciampoli  | Cagliari       | definitivo |
| C        | Bruno Conti         | Roma           | definitivo |
| D        | Eliseo Croci        | Lecce          | prestito   |
| C        | Paolo Mariani       | Modena         | definitivo |
| C        | Denis Mendoza       | Ternana        | prestito   |
| D        | Pier Giuseppe Mosti | Pescara        | definitivo |

## Risultati

### Serie A

#### Girone di andata
| Arbitro: | Michelotti (Parma) |

|                        |           |                               |
| Damiani 23’ Pruzzo 57’ | Marcatori | 36’ Prati 76’ (aut.) Rossetti |

| Arbitro: | Lattanzi (Roma) |

|                |           |  |
| Boninsegna 25’ | Marcatori |  |

| Arbitro: | Casarin (Milano) |

|                       |           |                                              |
| Damiani 5’ Pruzzo 64’ | Marcatori | 23’, 52’ (rig.) G. Savoldi 38’ (aut.) Onofri |

| Arbitro: | Barboni (Firenze) |

|                        |           |             |
| Vannini 32’ Scarpa 80’ | Marcatori | 25’ Arcoleo |

| Arbitro: | Menicucci (Firenze) |

|                   |           |                     |
| Pruzzo 15’ (rig.) | Marcatori | 55’ (rig.) Callioni |

| Arbitro: | Ciacci (Firenze) |

|              |           |  |
| Anastasi 30’ | Marcatori |  |

| Arbitro: | Gonella (Torino) |

|            |           |                |
| Pruzzo 56’ | Marcatori | 72’ Rossinelli |

| Bologna 5 dicembre 1976 8ª giornata | Bologna           | 0 – 0 | Genoa | Stadio Comunale\| Arbitro: \| Gussoni (Tradate) \| |
| Arbitro:                            | Gussoni (Tradate) |       |       |                                                    |

| Arbitro: | Reggiani (Bologna) |

|                         |           |                        |
| Bigon 13’ G. Morini 82’ | Marcatori | 41’ Ghetti 76’ Damiani |

| Arbitro: | Menicucci (Firenze) |

|                                    |           |                     |
| Pruzzo 26’ (rig.), 52’ Damiani 66’ | Marcatori | 37’ An. Agostinelli |

| Arbitro: | Agnolin (Bassano del Grappa) |

|                              |           |                                    |
| Domenghini 77’ A. Bordon 85’ | Marcatori | 51’, 81’ (rig.) Pruzzo 73’ Damiani |

| Arbitro: | Mattei (Macerata) |

|                                         |           |              |
| Basilico 35’ Pruzzo 49’, 79’ Ghetti 64’ | Marcatori | 76’ De Ponti |

| Arbitro: | Lo Bello (Siracusa) |

|                        |           |  |
| Pruzzo 74’ Arcoleo 82’ | Marcatori |  |

| Arbitro: | Serafino (Roma) |

|                            |           |                 |
| Luppi 20’, 78’ Fiaschi 86’ | Marcatori | 22’, 26’ Pruzzo |

| Arbitro: | Ciacci (Firenze) |

|             |           |               |
| Arcoleo 32’ | Marcatori | 61’ P. Pulici |

#### Girone di ritorno
| Arbitro: | Bergamo (Livorno) |

|             |           |  |
| Musiello 6’ | Marcatori |  |

| Arbitro: | Menegali (Roma) |

|                        |           |                            |
| Ghetti 61’ Damiani 64’ | Marcatori | 19’ Boninsegna 74’ Bettega |

| Arbitro: | Vannucchi (Bologna) |

|                       |           |            |
| G. Savoldi 67’ (rig.) | Marcatori | 6’ Damiani |

| Genova 6 marzo 1977 19ª giornata | Genoa           | 0 – 0 | Perugia | Stadio Luigi Ferraris\| Arbitro: \| Lattanzi (Roma) \| |
| Arbitro:                         | Lattanzi (Roma) |       |         |                                                        |

| Arbitro: | Gussoni (Tradate) |

|             |           |                        |
| Zecchini 3’ | Marcatori | 44’ Damiani 78’ Pruzzo |

| Arbitro: | Menicucci (Firenze) |

|                       |           |                          |
| Ghetti 24’ Pruzzo 60’ | Marcatori | 7’ M. Bertini 90’ Fedele |

| Arbitro: | Ciulli (Roma) |

|                    |           |                        |
| Casarsa 68’ (rig.) | Marcatori | 67’ Pruzzo 80’ Arcoleo |

| Arbitro: | Agnolin (Bassano del Grappa) |

|  |           |                |
|  | Marcatori | 1’, 84’ Chiodi |

| Arbitro: | Gonella (Torino) |

|             |           |  |
| Damiani 10’ | Marcatori |  |

| Arbitro: | Lo Bello (Siracusa) |

|                                            |           |                    |
| Cordova 32’ R. Rossi 43’ Giordano 47’, 70’ | Marcatori | 57’ (rig.) Damiani |

| Arbitro: | Michelotti (Parma) |

|            |           |                                  |
| Pruzzo 22’ | Marcatori | 2’ Ulivieri 51’ (rig.) A. Bordon |

| Arbitro: | Mascia (Milano) |

|                     |           |                    |
| De Ponti 61’ (rig.) | Marcatori | 89’ (rig.) Damiani |

| Arbitro: | Gussoni (Tradate) |

|                             |           |            |
| S. Petrini 24’ Mondello 42’ | Marcatori | 85’ Pruzzo |

| Arbitro: | Menegali (Roma) |

|            |           |  |
| Ghetti 40’ | Marcatori |  |

| Arbitro: | Bergamo (Livorno) |

|                                                       |           |            |
| F. Graziani 3’, 57’ P. Pulici 13’, 14’ Zaccarelli 87’ | Marcatori | 17’ Ghetti |

### Coppa Italia

#### Secondo Girone
| Arbitro: | Trinchieri (Reggio Emilia) |

|  |           |                                  |
|  | Marcatori | 36’, 71’ (rig.) Pruzzo 76’ Rizzo |

| Arbitro: | Reggiani (Bologna) |

|            |           |  |
| Pruzzo 15’ | Marcatori |  |

| 5 settembre 1976 3ª giornata |  | – Turno di riposo GENOA |  |  |

| Arbitro: | Menicucci (Firenze) |

|                                    |           |                        |
| Sanseverino 22’ (rig.) Tosetto 77’ | Marcatori | 68’ (rig.), 89’ Pruzzo |

| Genova 19 settembre 1976 5ª giornata | Genoa           | 0 – 0 | Juventus | Stadio Luigi Ferraris\| Arbitro: \| Menegali (Roma) \| |
| Arbitro:                             | Menegali (Roma) |       |          |                                                        |

Classifica Secondo Girone di qualificazione: Juventus e Genoa punti 6, Verona punti 4, Monza punti 3, Sambenedettese punti 1.

## Statistiche

### Statistiche di squadra
| Competizione | Punti | In casa | In casa | In casa | In casa | In casa | In casa | In trasferta | In trasferta | In trasferta | In trasferta | In trasferta | In trasferta | Totale | Totale | Totale | Totale | Totale | Totale | DR |
| Competizione | Punti | G       | V       | N       | P       | Gf      | Gs      | G            | V            | N            | P            | Gf           | Gs           | G      | V      | N      | P      | Gf     | Gs     | DR |
| ------------ | ----- | ------- | ------- | ------- | ------- | ------- | ------- | ------------ | ------------ | ------------ | ------------ | ------------ | ------------ | ------ | ------ | ------ | ------ | ------ | ------ | -- |
| Serie A      | 27    | 15      | 5       | 7       | 3       | 23      | 18      | 15           | 3            | 4            | 8            | 17           | 27           | 30     | 8      | 11     | 11     | 40     | 45     | -5 |
| Coppa Italia | 6     | 2       | 1       | 1       | 0       | 1       | 0       | 2            | 1            | 1            | 0            | 5            | 2            | 4      | 2      | 2      | 0      | 6      | 2      | +4 |
| Totale       |       | 17      | 6       | 8       | 3       | 24      | 18      | 17           | 4            | 5            | 8            | 22           | 29           | 34     | 10     | 13     | 11     | 46     | 47     | -1 |

### Statistiche dei giocatori
| Giocatore      | Serie A  | Serie A | Serie A     | Serie A    | Coppa Italia | Coppa Italia | Coppa Italia | Coppa Italia | Totale   | Totale | Totale      | Totale     |
| Giocatore      | Presenze | Reti    | Ammonizioni | Espulsioni | Presenze     | Reti         | Ammonizioni  | Espulsioni   | Presenze | Reti   | Ammonizioni | Espulsioni |
| -------------- | -------- | ------- | ----------- | ---------- | ------------ | ------------ | ------------ | ------------ | -------- | ------ | ----------- | ---------- |
| I. Arcoleo     | 30       | 4       | ?           | ?          | ?            | ?            | ?            | ?            | 30+      | 4+     | ?           | ?          |
| G. Basilico    | 23       | 1       | ?           | ?          | ?            | ?            | ?            | ?            | 23+      | 1+     | ?           | ?          |
| F. Campidonico | 7        | 0       | ?           | ?          | ?            | ?            | ?            | ?            | 7+       | 0+     | ?           | ?          |
| A. Castronaro  | 28       | 0       | ?           | ?          | ?            | ?            | ?            | ?            | 28+      | 0+     | ?           | ?          |
| S. Chiappara   | 3        | 0       | ?           | ?          | ?            | ?            | ?            | ?            | 3+       | 0+     | ?           | ?          |
| G. Damiani     | 28       | 11      | ?           | ?          | ?            | ?            | ?            | ?            | 28+      | 11+    | ?           | ?          |
| P. Ghetti      | 26       | 6       | ?           | ?          | ?            | ?            | ?            | ?            | 26+      | 6+     | ?           | ?          |
| S. Girardi     | 25       | -36     | ?           | ?          | ?            | ?            | ?            | ?            | 25+      | -36+   | ?           | ?          |
| A. Maggioni    | 21       | 0       | ?           | ?          | ?            | ?            | ?            | ?            | 21+      | 0+     | ?           | ?          |
| A. Matteoni    | 24       | 0       | ?           | ?          | ?            | ?            | ?            | ?            | 24+      | 0+     | ?           | ?          |
| G. Morelli     | 1        | 0       | ?           | ?          | ?            | ?            | ?            | ?            | 1+       | 0+     | ?           | ?          |
| F. Ogliari     | 23       | 0       | ?           | ?          | ?            | ?            | ?            | ?            | 23+      | 0+     | ?           | ?          |
| C. Onofri      | 29       | 0       | ?           | ?          | ?            | ?            | ?            | ?            | 29+      | 0+     | ?           | ?          |
| R. Pruzzo      | 30       | 18      | ?           | ?          | ?            | ?            | ?            | ?            | 30+      | 18+    | ?           | ?          |
| F. Rizzo       | 5        | 0       | ?           | ?          | ?            | ?            | ?            | ?            | 5+       | 0+     | ?           | ?          |
| R. Rosato      | 3        | 0       | ?           | ?          | ?            | ?            | ?            | ?            | 3+       | 0+     | ?           | ?          |
| S. Rossetti    | 12       | 0       | ?           | ?          | ?            | ?            | ?            | ?            | 12+      | 0+     | ?           | ?          |
| F. Secondini   | 19       | 0       | ?           | ?          | ?            | ?            | ?            | ?            | 19+      | 0+     | ?           | ?          |
| C. Tarocco     | 5        | -9      | ?           | ?          | ?            | ?            | ?            | ?            | 5+       | -9+    | ?           | ?          |
| G. Urban       | 8        | 0       | ?           | ?          | ?            | ?            | ?            | ?            | 8+       | 0+     | ?           | ?          |